# Sara Zahedi
Sara Zahedi (* 18. Februar 1981 in Teheran) ist eine iranisch-schwedische Mathematikerin, die sich mit Numerischer Analysis von Partiellen Differentialgleichungen (PDE) befasst.

## Leben und Wirken
Zahedi wurde 2011 an der KTH Stockholm promoviert. Sie ist Assistenzprofessorin an der KTH Stockholm.
Zahedi befasst sich mit numerischer Simulation der PDE für Mehrphasenflüsse mit sich verändernden Rändern und Definitionsgebieten, die starken Deformationen und topologischen Änderungen unterliegen können, zum Beispiel beim Aufbrechen einer Flüssigkeit in Tropfen und deren Fusion. Die von ihr dafür entwickelten Finite-Elemente-Methoden erlauben die Darstellung dieser dynamisch veränderlichen Geometrien, indem Schnitte durch das Elemente-Netz gelegt werden (deshalb Cut Finite Element Methods, CutFEM).
2016 erhielt sie den EMS-Preis.

## Schriften
- Sara Zahedi, Elin Olsson, Gunilla Kreiss: A conservative level set method for two phase flow II. In: Journal of Computational Physics. Band 225, 2007, S. 785–807.
- Sara Zahedi, Peter Hansbo, Mats G. Larson: A cut finite element method for a Stokes interface problem. In: Applied Numerical Mathematics. Band 85, 2014, S. 90–114.
- Sara Zahedi, Katarina Gustavsson, Gunilla Kreiss: A conservative level set method for contact line dynamics. In: Journal of computational physics. Band 228, 2009, S. 6361–6375.
- Sara Zahedi, P. Hansbo, M. G. Larson: Characteristic Cut Finite Element Methods for Convection-Diffusion Problems on Time Dependent Surfaces. In: Comput. Meth. Appl. Mech. Engl. Band 293, 2015, S. 431–461.